# 放課後さいころ倶楽部
『放課後さいころ倶楽部』（ほうかごさいころくらぶ）は、中道裕大による日本の漫画作品。『ゲッサン』（小学館）にて、2013年4月号から2021年7月号まで連載された。京都のとある高校を舞台に、アナログゲームを通じて成長していく少女たちの姿を描く。

## 作風
作者によれば、アナログゲームのみをテーマとした漫画は知名度が低いとの理由から編集部の反応が悪く、一旦不採用になっていた。そのため女子高生のコンビが毎回様々なホビーを体験する漫画としてネームを作り始め、第1話で綾と美姫が出会い、第2話でアナログゲームが登場したものの、第3話の内容が定まらず、ボルダリングや茶道、カラオケなど様々なテーマで何度も書き直したもののことごとく没となったという。結局編集長より「君が好きなアナログゲーム一本で」との許可が出たため、タイトルも『放課後さいころ倶楽部』と決まった。第1話ではアナログゲームが出てこないのはその名残とのこと。
基本的に実在のゲームが1話につき1本登場。登場人物がゲームをプレイするシーンがあり、簡単なルール説明とそのゲームを通じて浮き出る登場人物の友情や恋愛感情といった心情が描かれる。単行本では話の後に作者の知人である丸田康司（アナログゲームショップ「すごろくや」店主）による登場したゲームの解説コラムが掲載されている。
当初は綾と美姫、翠の3名がメインだったが、第30話でアナログゲームの本場であるドイツから来日したエミーリアも加わり4人組となる。そして綾たちが進級して2年生となる直前の第45話（7巻ラスト）でいったんストーリーに区切りがつき、第46話以降は新1年生である奈央と環菜が新たに加わり、2年生に進級したそれまでの登場人物も交えた群像劇となっている。

## 登場人物
声の項はテレビアニメ版の声優。

### 7巻以前からの主要人物
アナログゲームで遊ぶグループ。2年生に進級して以降は理系文系でクラス分けされるため、第45話でアナログゲーム同好会「放課後さいころ倶楽部」を結成して友情を確認し合ったが、この時以外にサークル名を呼称するシーンは無い。なお、メンバー内で名前を呼ぶ時は表記がカタカナになっている。
武笠 美姫（たけかさ みき）
声 - 宮下早紀
人付き合いが苦手な少女。髪型は水色の天然パーマ。大人しく引っ込み思案で、夢中になれるものがなく退屈な毎日を過ごしていたが、綾と出会い「楽しいこと」を探すようになり、翠から教わったボードゲームに今まで知らなかった楽しさを見出す。泣き虫で気弱な性格ゆえ幼少期にいじめられた経験を持ち、その分他人の痛みを理解し思いやりがある。しかしボードゲームのプレイ中においては、負けず嫌いな一面が垣間見えることも。
幼いころから他人の顔色をうかがってきた観察力から心理ゲームに強い。また幼いころから物語を作る遊びをしていたためストーリーやイメージを言語化する術に長けており、ディクシットで遊んだ際は途中からメンバー全員がゲームの主旨そっちのけで、美姫の紡ぐ独創的なストーリーに聞き入っていた。反面、描画のセンスはかなり悪く、テレストレーションではその伝達能力の低さが吉岡をキリキリ舞いさせた。
両親は山奥で旅館を営んでおり、その旅館とは別の大きな屋敷に住んでいる。母親の実家も金沢で旅館を営んでいる。
似た者同士のナオとは当初は意思疎通が上手く行かなかったが、ゲームを通じて距離を縮め、また彼女を思いやって野良猫トラを飼うことになった。
東京への進学を決めた吉岡に「一緒に東京の大学へ」と誘われ思い悩むものの、他に東京へ行く目的を見つけられず、最終的には地元に残ることを決めた（進路については明言されていないが、吉岡に誘われた際「たぶん（京都の大学に進学する）」返答している）。
高屋敷 綾（たかやしき あや）
声 - 高野麻里佳
好奇心旺盛でいつも明るい天真爛漫な転校生。おさげ髪に四つ葉のクローバーのピアスが特徴。両親は離婚しており、父親は動物カメラマンとして世界中を飛び回っているため、姉の花と二人暮らしをしている。
父親の仕事の関係で幼少期をアフリカで過ごしていた帰国子女で、そのため野生の動物に詳しく、ファウナプレイ時には花と共にその知識を遺憾なく発揮し、周囲を驚かせた。ただし、蛇は大の苦手。
メンバーの中で最も社交的で、誰に対しても物怖じせず間を詰めた接し方をするので、人によっては「馴れ馴れしい」という印象を与えることもあるが、持ち前の行動力と無邪気さが人と人とを結びつける。また、寂しがり屋の一面もあり、常に人と関わり賑やかな雰囲気を好む。
その一方で人に対する洞察力は鈍く、誰がどう見ても綾目当てで接近する田上の恋心には全く気づかないどころか、田上は翠が好きだと思い込んでおり、それが田上の悩みのひとつ。
高校生にしては精神的にやや幼く、感情をストレートに表面に出すため、心理戦を孕むタイプのゲームにはめっぽう弱い。頭も良くなくテストで60点以上を取ったことがない。またスキンシップを好む傾向が強く、すぐメンバーに抱きついたり腕を組んだりする。
卒業後は父親の元に行き一緒に世界を回る予定。
大野 翠（おおの みどり）
声 - 富田美憂
クラス委員長。融通の聞かない優等生で、赤いアンダーリムの眼鏡をかけている。序盤においては特に厳格で大人びた性格だったため同世代の友達がいなかったが、綾達と触れ合うことで徐々に軟化していく。自分の気持ちを素直に出せないが、さいころ倶楽部のメンバーを大切に思っており、なんだかんだ言いながらも面倒見がいい。基本的にはドライで理知的、冷静だが、美姫やエミーなどの可憐なタイプには弱いらしく、「キュン」とすることも。一方、自分と正反対の性格である綾に対しては呆れたりSな言動をぶつけることもあるが、彼女なりの良さを認めている。
ボードゲームショップ『さいころ倶楽部』でアルバイトをしている。物心ついたころから大人に混じってボードゲームを遊んでいたが、特に小学6年生のときに兄・涼平と遊んだカタンの開拓者たちにハマったことが切っ掛けで、将来はゲームデザイナーになることを目指している。
作中ではゲーム紹介やルール解説も担当する。登場するゲームは彼女の私物であることも多い。周囲の年長者たちに揉まれて様々なボードゲームを遊んだ経験から、ボードゲーム全般に対して造詣が深く、ジャンルを問わず何でもこなすオールラウンダーで勝率は高め。どちらかと言うと、アメリカ製よりもユーロ系のゲームを好む。
京都生まれの京都育ちだが「京都弁は曖昧な表現が多く論理的思考に不向き」という理由から普段は標準語で話している。しかし感情が高ぶると京都弁が出ることがある。兄との仲は悪くないが、過去の誤解から涼平の女癖が悪いと思っており、涼平も敢えて誤解させたままにしていたため、涼平に対しては手厳しく、ときに冷静さを欠くこともある。
実はプロポーション抜群で、胸の大きさを綾や美姫に羨まれている。
卒業後はアメリカへ留学。ジョージの元でゲーム作りを学ぶ。
父親の大野泰三は、高級輸入家具販売会社「株式会社OFD」取締役。同社は採用の最終試験にボードゲームを課すことで知られている。また琵琶湖近くの別荘に趣味のボードゲーム専用プレイルームを作るなど、泰三自身もかなりのボードゲーム好きである。
エミーリア
声 - M・A・O
30話で初登場。加茂川北高校の近くにオープンしたゲームカフェ「ゲシェンク」店長の娘。ニックネームは「エミー」。父クラウスはドイツ人と日本人のハーフ、母はアイルランド人。金髪碧眼で赤いリボンをしている。ドイツ・ハンブルク出身で9月から加茂川北高校に編入しているが、1年時は他の3名とは別のクラスだった。転入直後から「カワイイ留学生が来た」と男子の間で話題になっており、ファンクラブが存在するという噂もある。ドイツで育ったため小さいころからゲームに親しんでおり、翠と共にゲームの紹介・解説役を担うことも多く、将来は翠と同様ゲームデザイナーを目指している。一番好きなゲームはケルトで、翠に敗れるまでは一度も負けたことがないというやり込みぶり。
のんびり屋でマイペース、天真爛漫で綾に似た部分もあるが、その美貌プラス無意識に同性すら激しく萌えさせる言動で、メンバーを骨抜きにすることもしばしば。一方でゲームの本質的な構造に対する分析力は翠以上で、少し遊んだだけで問題点や改善点を見抜く。
12巻で自作ゲームをメーカーに持ち込んだ。大幅な改良は必要だが製品化したいと提案された。
タランチュラが好きで、ペットとして飼っている。
母マリーは仕事でイギリスに赴任していた。父クラウスの帰国前に現れエミーリアの卒業まで保護者として日本にいることになった。
卒業後はドイツへ帰国した。

### 8巻以降の主要人物
翠たちの1学年下に当たる。8巻（第46話-第50話）では彼女たちがメインの話が続くが、第51話で上級生である放課後さいころ倶楽部のメンバー全員と知り合いとなり、再び以前からの4名もメインとなるエピソードもみられるようになった。
黒崎 奈央（くろさき なお）
第46話から登場。加茂川北高校の新1年生。金髪で三白眼かつ左耳に3 - 4個のピアスを付け、「大丈夫っス」や「なんスか?」などのように「ス」を付けて話す。頻繁に授業をサボるためクラスメイトからは不良と見られており、目つきが悪いなどの理由からクラスでは孤立している。普段は無愛想だが、猫好きで優しく、嘘がつけない素直な性格。ゆえにブラフ系のゲームにはとことん弱いが、反面記憶力が抜群に良く、普通は覚えられない他プレイヤーのプレイまで覚えている。一人の時にはよく携帯ゲーム機でRPGを遊んでおり、アンドールの伝説などのRPG系ボードゲームに関しては飲み込みが早い。
両親は離婚しており、ホステスでネグレクト気味な母親と二人暮らし。そのため料理は得意だが、掃除は苦手。小学生のころ、親友の父親が奈央の母親に入れあげて家庭不和に陥ったことから親友に憎まれ、挙句誹謗中傷を拡散されて以来、周囲に心を閉ざすようになった。同じアパートに住む店長に誘われボードゲームを遊んだことがきっかけで店長に想いを寄せるようになり、さいころ俱楽部に通うようになる。元々ボードゲームには興味なく、あくまで店長と彼が保護した野良猫目当てで通っていたが、そこで遭遇した環菜が接近。友達が出来たことの嬉しさと、再び失うことへの恐怖心で板挟みとなり一時は絶縁を言い渡すも、今まで押し殺してきた本当の自分の気持ちに気づき環菜と和解、以後親友となる。口下手で自信なさげな美姫に自分と同じ匂いを感じ取り、出会った当初は同族嫌悪を感じていたが、美姫の思いやりに触れて少しずつ距離を縮め始めた。前述の野良猫が美姫に引き取られた後は、猫を世話すべく美姫の家に通っている様子。
嫉妬心や独占欲が強く、店長と仲がよさそうな女性にはもれなく敵愾心を燃やす。特に、初対面で対戦してボロボロに負かされた翠を敵視している。また、親友となった環菜がさいころ倶楽部のメンバーと早々に打ち解けるのを見て嫉妬していた。第61話で店長に告白した際は高校生と付き合うことはできないと一応は断られたものの、高校を卒業しても気持ちが変わらないのであれば、大人の女性として向き合ってその時に答えを出すとの約束を得られた。
最終話の時点（2年生）で、さいころ倶楽部でアルバイトをしている。
時坂 環菜（ときさか カンナ）
第49話から登場。奈央の同級生。三つ編み眼鏡でルールを遵守する真面目を絵に描いたような女子。しかし、「ルールの下でうそをつくのは問題ない」ためブラフゲームを得意とする。
小学生のころからいとことボードゲームを遊んでいたヘビーゲーマー。親の転勤で引っ越してからボードゲームをやる友人がいなかったが、さいころ倶楽部で偶然奈央に遭遇、当初は恐れていたはずの奈央に声をかけ、一緒に遊ぶようになる。奈央からは（二人称としての）「オタク」と呼ばれている。
初登場時は翠以上の堅物でかつことなかれ主義であったが、素直で優しい奈央の本質をすぐに見抜き、クラスメイトから疎まれることも厭わず積極的に奈央と交流を持とうとした。それが、頑なな奈央の心を和らげてゆく。だが同世代の異性とはコミュニケーションを取った経験が皆無で、免疫ゼロ。田上が綾目当てでさいころ倶楽部に来店した際に遭遇した時はまともに会話すら出来なかったが、一緒に遊んだ禁断の砂漠やセレスティアにおいて協力し合い、ピンチを乗り越えたことがきっかけで田上に恋するようになるが、田上には他に好きな人がいる事実（後にそれが綾であることも）を知り、深く悩む。第64話では田上に告白してふられることで自分の気持ちにけじめをつけようと、髪を切りメガネをコンタクトレンズにするイメージチェンジを行ったが、結果的に告白はできず関係の決着はできなかった。イメチェン後、クラスメートの見る目が変わったことに本人は気づいていない様子。
文化祭でリアル型脱出ゲームのアトラクションを開催したときには、準備中に他のメンバーが自分の長所を活かして役立てているのに対して自分に何の取柄も無いことに劣等感を抱いていたが、実は目立たない面倒な雑務に徹してメンバー全員をサポートをしていたため、過労を起こして一日休んだ際に「カンナがいないと完成しない」と言われ、自信を取り戻す。その後、翠から進路の話を聞いて取柄のない自分を変えようと決意し、自分に今できることが何かを考え生徒会選挙に立候補する。文化祭での体験から「学校のみんなを裏から支える仕事がしたい」と訴える演説によって2位の得票数を獲得し、1年生ながら副会長に就任した。翌年の美姫たちの卒業時には生徒会長に就任している。
好きなデザイナーはアレックス・ランドルフ。

### 加茂川北高校の生徒
田上 翔太（たのうえ しょうた）
声 - 天﨑滉平
翠の幼馴染のクラスメイト。隣の席に座ることになった綾に一目ぼれをする。愛想のよい女の子に弱く、ややお調子者。綾に誘われる形で何度かゲームに参加しているが、綾には「翠のことが好き」と誤解されている。
普段はあまり頼り甲斐があるように見えず、また綾とゲームをする時は彼女を意識するあまり判断を誤ることも多いが、実は意外にも追い込まれた時に勝負強さを発揮することもあり、土壇場での逆転勝率は高め。
実家は霊験あらたかと最近評判の縁結びの神社だが、自身に彼女ができないのであまり信用していない。後に一大決心して綾に告白するも振られ、直後に環菜に告白されるも「それで付き合い始めるのは不誠実」として返事は保留するが、吉岡に後押しされたこともあり環菜を意識するようになる。
同学年の主要登場人物のうち、唯一浪人になった。

吉岡 龍二（よしおか りゅうじ）
声 - 堀江瞬
翠たちと同じクラスの生徒で田上とは小学生時代からの友人。常にクールで論理的。日直の仕事を忘れていたという失態をフォローしてくれた美姫のことが気になっている。
剣道の道場主の孫で、中学時代は全国大会で3位に入賞した。高校時代にはインターハイ三連覇の偉業を成し遂げるというナレーションが未来形で語られている。
高2の夏祭りで成り行きから美姫に告白したが、「互いのことをよく知らないから、知ってから返事をしたい」と正式な返事は保留された。その後友人たちも公認する形で美姫との事実上の交際を始め、4か月ほどたったクリスマスにOKの返事をもらった。
インターハイ三連覇後多くの大学からスカウトがあった。最終的に「誰より強くなるため自分より強い人と戦いたい」との思いから東京の大学へ進学する。

渋沢 蓮（しぶさわ れん）
声 - 小岩井ことり
美姫・綾・翠たちより1学年上の女子。髪型はピンク色のツインテール。初登場時は生徒会副会長だったが、3年生の引退後会長に就任している。
中学の時は、翠と2人で生徒会を仕切っていた。真面目な完璧主義者で、彼女から見て不真面目な者や“役立たず”な者に対して苛立ちを覚えることが多く、それ故に優等生の翠に執心するなど、視野が狭くわがままな面がある。翠を生徒会に引き入れるために執拗な勧誘を繰り返し、それも叶わぬと見るや目薬を使って泣き落としを図るなど、真面目な一方で狡猾さも併せ持つ。
青島が入院した間は、会長の代役として学園祭の企画を行っていた。自身の失態をフォローした青島を見返したいとの気持ちが強い。青島の卒業を機に恋愛感情を自覚して以降は、彼に諭されたこともあり、「裏方」である自身の役割に徹するなど手腕を発揮するようになる。
なおアニメ版では女子の生徒会役員（眼鏡でツインテール）がもう1人確認されているが名前は不明（CV欄にも記載なし）。

青島 悠人（あおしま ゆうと）
声 - 八代拓
3年生の生徒会長。事故で入院していたが、学園祭の1ヵ月ほど前に退院した。一見するといい加減なお調子者のようだが、公正かつ周囲への配慮に優れたカリスマとリーダーシップのある人物。

木村 陽平
声 - 青木優太
生徒会役員。茶髪でフサフサ（外見の特徴は慎一郎と逆の可能性あり）。名前は慎一郎と共にアニメ版（原作で名前が用意されていたかは不明）でのもので、ふりがなは不明。

田中 慎一郎
声 - 酒井広大
生徒会役員。眼鏡をかけている。

南澤 ヒロユキ（みなみさわ ヒロユキ）
環菜の隣の席に座る男子生徒。黒縁メガネで生真面目そうだが、妄想力が高く、絵が得意。
環菜のことが気になっており、彼女の行動を観察ノートに記録しているが、6月の時点で名前すら覚えられていないことを知ってショックを受けた。
いとこの瀬戸ユウヤと一緒に行動することが多く、彼に勧められてボードゲームを始めた。遊んだゲームは50を超える。
ユウヤと共に文化祭の出し物を手伝ったことが切っ掛けで環奈や美姫たちと交流を持つようになり、翠とエミーリアが他のメンバーに内緒でゲームを制作した際にも絵の上手さから唯一勧誘され協力した。のちに生徒会役員になっている。

瀬戸 ユウヤ（せと ユウヤ）
南澤のいとこで環奈たちの同級生。南澤と一緒に行動することが多く、彼がボードゲームを始めるきっかけにもなっている。また、「ゲシェンク」にも2人で訪れている。
女好きで、「かわいい女の子がいる」という理由で複数の部活動を掛け持ちしている。また、エミーリアのお願いを二つ返事で引き受けて文化祭の出し物の手伝いをすることになる。その後ボードゲーム同好会を立ち上げ、またエミーリアの卒業までに少なくとも4回告白して断られている。

### 主要人物の家族
高屋敷 花（たかやしき はな）
声 - 東城日沙子
綾の姉。大学生。おっとりとした美人で、放っておくと変な男が集まってくるらしい。妹の綾からは「ハナ」と呼ばれている。両親の離婚後、母親代わりに妹の面倒を見てきたため、家事全般が得意。綾曰く「何をやっても完璧」な才女で、空港で迷子になったとき助けられた経験からキャビンアテンダントを目指している。
大野 涼平（おおの りょうへい）
声 - 岩中睦樹
翠の兄。幼少期から妹と共に様々なボードゲームを遊び、まだ小学生だった翠を店長と引き合わせた。現在はK大理学部生だが「息抜きしすぎ」て既に5年在学している。一見すると軽薄でナンパな性格に見えるが、他人を見下す元カノに怒りを感じ、元カノを慕う妹が傷つかないよう敢えて汚名をかぶる面があるなど、良識的で妹思いの善き兄。
クラウス
エミーリアの父。ゲームカフェ「ゲシェンク」店長である。
BNDの諜報員であることが示唆されている。その一環で米軍所属時代の店長・ジョージ・マイクの3人に接触している。
17巻でドイツに帰国した。

### エミーリアの友人
エミーリアのドイツ時代の友人。ドイツ在住のため、エミーリアの帰省時と回想シーンにしか登場していない。
アンナ
声 - 鳥部万里子
エミーリアの幼馴染。赤毛でそばかすの少女。将来は「クラマー&キースリング」（多くのボードゲームを発表しているコンビ）になると約束していた。
もともとは優等生だった。エミーリアと離れてから1人で何もできないことに気付いて素行の悪い人たちと付き合うようになったが、エミーリアと再会して立ち直った。
ハンス
声 - 山谷祥生
エミーリアの幼馴染。金髪で癖毛の少年。エミーリアのことが好きなのだが言い出せない。
ヨハン
声 - 白井悠介
エミーリアの幼馴染。金髪をマッシュルームカットにしたメガネの少年。

### その他の人物
金城 タケル（きんじょう タケル）
声 - 黒田崇矢
翠が働くゲームショップ『さいころ倶楽部』の店長。筋骨隆々、大きな傷痕のあるスキンヘッドでサングラスをかけている。日本人とアメリカ人のハーフ。元々はアメリカ国籍で、米軍沖縄基地に駐屯経験がある。ジョージやマイクはその時の同僚で、一緒にカタンの開拓者たちをプレイしてボードゲームの面白さを知る。いかつい風貌で大の負けず嫌い、その上ゲーム対戦時には相手が誰であろうと真剣勝負が身上のため初対面の人には恐れられるが、実際は無骨ながらも気遣いが出来て面倒見の良い好漢。ボードゲームデザイナーを目指す翠を暖かく見守ったり、奈央をぶっきらぼうながらも世話したりしている。
牧 京子（まき きょうこ）
声 - 松井恵理子
花の友人。美姫と同じ中学の出身で、当時は「凶犬のキョーコ」と呼ばれていた。その二つ名の影響もあってか「京子」の名を嫌い、友人には姓の方の「マキ」で呼ばせている。普段は棒つきキャンディをくわえている。職業は美容師で、環奈の髪も彼女が切っている。コースケという弟がいる。
子供のころ、母や弟共々父親の暴力にあっていたせいで、弱いものいじめや一方的な暴力を激しく憎んでいる。そのため学生時代は喧嘩をすることも多かったことから「凶犬」のあだ名が付けられた。幼いころの美姫はいじめられているところを、当時の京子に助けられた。
サバサバした鉄火肌で思ったことを素直に口にしてしまうため、当たりの強い発言になりがちだが、本人もそれは自覚している。だが結構な照れ屋でもあり、褒められると恥ずかしさに耐えられない。
ジョージ・ベレスフォード
声 - 上田燿司
アメリカの新興ゲームレーベル『バッドドワーフ』の代表兼ゲームデザイナー。店長によれば、同レーベルのゲームは通好みの良作が多い。
店長が米軍に所属していたときの同僚で、第一印象は「イヤミメガネ」だった。出会った当初は犬猿の仲だったが、ボードゲームをきっかけに悪態をつきあいながらも知己となった。
来日時にさいころ倶楽部を訪店した際、翠がゲームデザイナーを目指していることを知り、厳しくも的確な助言を送る。
マイク
店長が米軍に所属していたときの同僚。回想にのみ登場。店長をゲームに誘いゲームに興味を持たせるきっかけを作った。
なお、ジョージが翠のゲームを審査する場面で、彼に似たドレッドヘアの人物がジョージのオフィスを訪れているが、本人か別人かは不明。
銀、白浜
銀は鴨川将棋倶楽部の会員。白浜はチェスクラブの会員。チェスクラブに女性会員を引き込もうとしたことやゲーム観の違いで対立していたが、綾の仲裁でガイスターをやるようになる。

## 作中に出てくるゲーム
※カッコ内は作中メインで描かれた際の話数。★は収録された単行本の表紙で描かれているもの。☆は収録された単行本の裏表紙に登場するもの。【】カッコ内はテレビアニメでの登場話数。
- 1巻
  - マラケシュ★(3)【1】
  - ごきぶりポーカー(4,5)[14][15][16][17]【2】
  - ねことねずみの大レース（ドイツ語版）☆(7)[15]
  - ハゲタカのえじき[18][16](8,9)
  - ミラーズホロウの人狼（英語版）[18](10)
- 2巻
  - ガイスター(12)[19][20][14][21]
  - インカの黄金（英語版）(14)[19][14][22]【3】[23]
  - カタンの開拓者たち★(15)[24][25]
  - テレストレーション（英語版）☆(17)[14]
  - ファウナ（ドイツ語版）(18)
- 3巻
  - ニムト(20)[18][14][21]【4】
  - キング・オブ・トーキョー☆(22)[19][14]
  - ごいた(23)【5】
  - ドブル（英語版）★(24)
  - バトルライン(25)
- 4巻[26]
  - ラブレター★(27)
  - もんじろう(28)【7】
  - アイランド（英語版）(29)【7】
  - ケルト（英語版）☆(30)【8】
- 5巻
  - ピット★(31)
  - オニリム[18](32)
  - エルフェンランド☆(33)【9】
  - だるまさんがころんだ(34)
  - パンデミック(35)
- 6巻
  - アクワイア(36)
  - ブロックス(37)[15]【10】
  - レディース&ジェントルメン(38)【10】
  - バルバロッサ(39)
  - カルカソンヌ★☆(40)[15][27][16]
- 7巻[26]
  - プエルトリコ(43)[28]
  - ダンシングドラゴン(44)
  - ナンジャモンジャ★☆(45)【12】
- 8巻
  - ヘックメック（ドイツ語版）(46)
  - ファミリア(47)
  - クアルト★(48)[29]
  - チャオチャオ☆(49)
  - 魔法のラビリンス（英語版）(50)
- 9巻
  - お邪魔者[18](51)
  - アンドールの伝説（ドイツ語版）☆(53)[19]
  - コードネーム(54)
  - ディクシット★(55)
- 10巻
  - 禁断の砂漠（英語版）(56)
  - セレスティア(57)
  - パッチワーク（ドイツ語版）☆(58)
  - カルバ（英語版）(59)
  - アグリコラ 牧場の動物たち★(60)[30][15]
- 11巻[26]
  - クゥワークル（英語版）(62)[16]
  - それはオレの魚だ！（英語版）(63)
  - スティッキー★(64)
  - ドデリド（ドイツ語版）☆(65,66)[15]
- 12巻[31]
  - カヤナック（ドイツ語版）☆(67)
  - ブラフ★(68)[15]
  - ナイアガラ（英語版）(70)[15]
  - バロニィ(71)
- 13巻
  - ブラックストーリーズ（ドイツ語版）(72)
  - カロム★(73)
  - ベストフレンドS(74)
  - ウェンディゴのこわい話☆(75)[16]
  - くるりんパニック(76)
- 14巻
  - バックギャモン(77)
  - ラビリンス（英語版）★(78)
  - リアル型脱出ゲーム★(79-81)
  - ウボンゴ☆(81)[16]
- 15巻
  - クク21（英語版）★（82）
  - 街コロ（85）
  - ゼロ（86）
- 16巻
  - マーダーミステリー★（87-90）
  - かたろーぐ☆（91）
- 17巻
  - ツォルキン（ドイツ語版）★(92)
  - スペースエスケープ（ドイツ語版）(94)
  - ゲシェンク（英語版、ドイツ語版）☆(96)
- 18巻
  - 宝石の煌き(97)
  - おさかなクン★(98)
  - スピードカップス（ドイツ語版）☆(100)
- 19巻には翠とエミーリアのオリジナルゲーム（★☆）が登場するのみである。

### その他、単行本内で名前の出たゲーム
※印は作中でプレイ済みのゲーム
- 作中で名前だけ登場したゲーム
  - アベ・カエサル（6巻39話：エミーの父親のコレクションの中にあったゲーム）
  - マンハッタン（7巻43話：その回で登場した「プエルトリコ」の作者を聞かれて言及）
  - ※カルカソンヌ、※ディクシット、※ラビリンス（10巻59話：小学高学年におすすめのゲームを聞かれた店長の回答）
  - カヴェルナ、イスタンブール、テラミスティカ、オーディンの祝祭（11巻61話：カンナがあげたヘビーゲームの例）
  - レーベンヘルツ（13巻74話：翠の父親のコレクションの中にあったゲーム）
- 単行本巻末で言及されたゲーム
  - 作者お気に入りゲームランキング（2巻）
    - 1位:アサラ、2位:アグリコラ、3位:※ケルト、4位:※カルカソンヌ（次巻で大会にも出場）、5位:オレゴン

  - 初心者にもオススメのボードゲーム（6巻）
    - ※ごきぶりポーカー、ドメモ、※インカの黄金、※ドブル、キャプテン・リノ、※カルカソンヌ

  - 作者お気に入りゲームランキング（10巻）
    - 1位:※カルカソンヌ（2人）、2位:※バロニィ、3位:ノルダーヴィント、4位:ティカル、5位:マルコポーロの旅路、6位:アサラ、7位:※プエルトリコ、8位:アドベンチャーランド、9位:※アンドールの伝説、10位:※ツォルキン

### オリジナルゲーム
ワンルーム
翠のオリジナルゲーム。4巻で初登場、7巻で改良版が登場し、11巻でカードゲーム版が登場した。
アルバイトをしてお金をため、家具を買い集め、部屋を家具で満たすのが目的である。
改良版はアメリカのコンペに出された。数人は高い評価をしたが結果は落選だった。
名称不明
エミーリアのオリジナルゲーム。12巻で登場した。
だるまさんがころんだから発想を得たゲームで、親が10数える間にできるだけ高く積木を積むことを目的とする。
ドイツの出版社にアイデアが採用され、改良ののち発売されることになった。
呪われし森の迷宮
エミーリアの発案で文化祭に企画したリアル型脱出ゲーム。
名称不明
エミーリアと翠の合作。19巻で登場。「呪われし森の迷宮」の後日譚という設定。
「呪われし森の迷宮」を制作したメンバーで楽しむことを目的とした作品で、コンペ等への出品の予定はない。

## 書誌情報
- 中道裕大『放課後さいころ倶楽部』 小学館〈ゲッサン少年サンデーコミックス〉、全19巻
  1. 2013年9月17日発行（2013年9月12日発売）、ISBN 978-4-09-124407-9
  2. 2014年2月17日発行（2014年2月12日発売）、ISBN 978-4-09-124601-1
  3. 2014年7月16日発行（2014年7月11日発売）、ISBN 978-4-09-124768-1
  4. 2014年12月17日発行（2014年12月12日発売）、ISBN 978-4-09-125516-7
  5. 2015年5月17日発行（2015年5月12日発売）、ISBN 978-4-09-126067-3
  6. 2015年12月16日発行（2015年12月11日発売）、ISBN 978-4-09-126337-7
  7. 2016年5月17日発行（2016年5月12日発売）、ISBN 978-4-09-127238-6
  8. 2016年10月17日発行（2016年10月12日発売）、ISBN 978-4-09-127436-6
  9. 2017年3月15日発行（2017年3月10日発売）、ISBN 978-4-09-127543-1
  10. 2017年9月17日発行（2017年9月12日発売）、ISBN 978-4-09-127738-1
  11. 2018年3月17日発行（2018年3月12日発売）、ISBN 978-4-09-128196-8
  12. 2018年8月14日発行（2018年8月9日発売）、ISBN 978-4-09-128468-6
  13. 2018年12月17日発行（2018年12月12日発売）、ISBN 978-4-09-128723-6
  14. 2019年5月15日発行（2019年5月10日発売）、ISBN 978-4-09-129219-3
  15. 2019年10月16日発行（2019年10月11日発売）、ISBN 978-4-09-129458-6
  16. 2020年4月15日発行（2020年4月10日発売）、ISBN 978-4-09-850086-4
  17. 2020年10月17日発行（2020年10月12日発売）、ISBN 978-4-09-850262-2
  18. 2021年3月17日発行（2021年3月12日発売）、ISBN 978-4-09-850469-5
  19. 2021年7月17日発行（2021年7月12日発売）、ISBN 978-4-09-850615-6

## テレビアニメ
2019年10月から12月まで朝日放送テレビほかにて放送された。
内容は原作1～7巻（美姫たちが高1の期間）からエピソードを抜粋し再構成したもので、エピソードの順番が変更されたり、別々のエピソードが一話に統合されたり、一部エピソードでは遊んだゲームが変更されたりしている。

### 登場ゲーム
原作と同様に、毎回異なる実在するアナログゲームが劇中に登場しており、エンディング内でその回に登場したゲームを提供した企業・団体名とゲームのタイトルが「ボードゲーム協力」「協力」として表記されている。
| 話数 | 登場ゲーム                          | ボードゲーム協力・協力                   |
| ---- | ----------------------------------- | ---------------------------------------- |
| 1    | マラケシュ                          | CAST JAPAN                               |
| 2    | ごきぶりポーカー                    | メビウスゲームズ                         |
| 3    | インカの黄金 新版 完全日本語版      | アークライト                             |
| 4    | ニムト                              | メビウスゲームズ                         |
| 5    | ごいた                              | 能登ごいた保存会                         |
| 6    | ワンルーム                          | （作中オリジナル）                       |
| 7    | もんじろうアイランド                | サイ企画ホビージャパン                   |
| 8    | ケルト                              | メビウスゲームズ                         |
| 9    | エルフェンランド                    | メビウスゲームズ                         |
| 10   | ブロックスレディース&ジェントルメン | マテル・インターナショナルホビージャパン |
| 12   | ナンジャモンジャ                    | すごろくや                               |

### スタッフ
- 原作 - 中道裕大[32]
- 監督 - 今泉賢一[32]
- 助監督 - 伊東優一
- シリーズ構成 - 前川淳[32]
- キャラクターデザイン - 伊部由起子[32]
- 美術監督 - 芳賀ひとみ[9]
- 美術設定 - 上原伸一
- 色彩設計 - 篠原愛子[9]
- 撮影監督 - 佐藤哲平[9]
- 編集 - 梅津朋美[9]
- アフレコ演出 - 稲葉順一[9]
- ダビング演出 - ハマノカズゾウ[9]
- 音楽 - 片山修志[32]
- 音楽プロデューサー - 井上哲也
- 音楽制作 - 日本コロムビア
- プロデューサー - 中尾幸彦、梅田和沙、永野雅彦、澁谷知子、佐々木礼子、四竈泰介、前田健太、栗原秀和
- アニメーションプロデューサー - 橋本淳至
- プロデュース - ジェンコ
- アニメーション制作 - ライデンフィルム[32]
- 製作 - 放課後さいころ倶楽部製作委員会（ジェンコ、ABCアニメーション、MEDIANET PICTURES、日本コロムビア、小学館、ハピネット、Ai Addiction、ホビーベースイエローサブマリン）

### 主題歌
「Present Moment」
富田美憂によるオープニングテーマ。作詞は金子麻友美、作曲・編曲は睦月周平。
「On the Board」
メインキャラである武笠美姫（宮下早紀）、高屋敷綾（高野麻里佳）、大野翠（富田美憂）によるエンディングテーマ。作詞は渡部紫緒、作曲は小野貴光、編曲は玉木千尋。

### 各話リスト
| 話数     | サブタイトル             | 脚本       | 絵コンテ   | 演出           | 作画監督                                                                                  | 総作画監督 | 総作画監督      |
| -------- | ------------------------ | ---------- | ---------- | -------------- | ----------------------------------------------------------------------------------------- | ---------- | --------------- |
| 第一話   | 知らない世界             | 前川淳     | 今泉賢一   | 伊東優一       | 小澤円 舛館俊秀 和田佳純 井上貴騎                                                         | 伊部由起子 | 宮川智恵子      |
| 第二話   | これはゴキブリです！     | 冨田頼子   | 今泉賢一   | 藤田健太郎     | 志賀道憲 桜井正明 今岡大 角谷理 大原大 陣内美帆                                           | 伊部由起子 | 今岡大          |
| 第三話   | ひとりとちゃうから       | 松田恵里子 | 今泉賢一   | 有冨興二       | KIM YONG SIK                                                                              | 伊部由起子 | 宮川智恵子      |
| 第四話   | ミドリの夢               | 前川淳     | 太田里香   | まつきけいいち | 山崎克之 井上貴騎 川口弘明 松井理和子 清水博之 小澤円 星野真澄                            | 伊部由起子 | 今岡大          |
| 第五話   | キミに伝えるメッセージ   | 冨田頼子   | 藤田健太郎 | 藤田健太郎     | 清原寮 芳我恵理子 和田佳純 中山和子 舛舘俊秀 原田峰文                                     | 伊部由起子 | 宮川智恵子      |
| 第六話   | ひよっこデザイナー誕生！ | 松田恵里子 | 今泉賢一   | 又野弘道       | 程震雷 劉雲留                                                                             | 伊部由起子 | 今岡大          |
| 第七話   | こころ、ひらいて         | 前川淳     | 伊東優一   | 有冨興二       | 和田佳純 児玉健二 岡田雅人 関本美穂 川口弘明                                              | 伊部由起子 | 宮川智恵子      |
| 第八話   | 4人めの友だち            | 松田恵里子 | 今泉賢一   | 加藤段像       | 西道拓哉 太田宣貴 白川茉莉 前原薫 宮永あずさ                                              | 伊部由起子 | 今岡大          |
| 第九話   | ダルマサンガコロンダ     | 冨田頼子   | 大石美絵   | 大石美絵       | 福島豊明 大原大                                                                           | 伊部由起子 | 宮川智恵子      |
| 第十話   | ハッピーホーリーナイト   | 前川淳     | 今泉賢一   | 又野弘道       | 早川ナオミ 児玉健二 嘉村弘之 岡田雅人 中山和子 白川茉莉 星野真澄 古谷梨絵 小澤円 西道拓哉 | 伊部由起子 | 今岡大 舛舘俊秀 |
| 第十一話 | みんなのゲーム           | 松田恵里子 | 福田道生   | 堀内直樹       | 程震雷 KAN 誠宇                                                                           | 伊部由起子 | 桜井正明        |
| 第十二話 | 私たちの大好きな場所     | 前川淳     | 今泉賢一   | 今泉賢一       | 水井舞 星野真澄 早川ナオミ                                                                | 伊部由起子 | 宮川智恵子      |

### 放送局
| 放送期間                 | 放送時間                     | 放送局         | 対象地域   | 備考                          |
| ------------------------ | ---------------------------- | -------------- | ---------- | ----------------------------- |
| 2019年10月3日 - 12月19日 | 木曜 2:11 - 2:41（水曜深夜） | 朝日放送テレビ | 近畿広域圏 | 『水曜アニメ〈水もん〉』第1部 |
| 2019年10月4日 - 12月20日 | 金曜 0:30 - 1:00（木曜深夜） | TOKYO MX       | 東京都     |                               |
|                          |                              | BS11           | 日本全域   | BS放送 / 『ANIME+』枠         |
|                          | 金曜 21:30 - 22:00           | AT-X           | 日本全域   | CS放送 / リピート放送あり     |

| 配信開始日    | 配信時間        | 配信サイト |
| ------------- | --------------- | --- |
| 2019年10月3日 | 木曜 3:00 更新  | dアニメストア |
| 2019年10月7日 | 月曜 0:00 更新  | AbemaTV Amazonプライム・ビデオ J:COMオンデマンド ビデオパス みるプラス ひかりTV FOD GYAO! バンダイチャンネル niconico ビデオマーケット DMM.com TSUTAYA TV |
|               | 火曜 12:00 更新 | U-NEXT アニメ放題 |

### BD
各巻には特典として、市販ボードゲームの「放課後さいころ倶楽部edition」が同梱されている。
| 巻 | 発売日       | 収録話         | 規格品番  | 特典ゲーム         |
| -- | ------------ | -------------- | --------- | ------------------ |
| 1  | 2020年1月8日 | 第1話 - 第6話  | BIXA-9091 | 犯人は踊る         |
| 2  | 2020年3月3日 | 第7話 - 第12話 | BIXA-9092 | 赤ずきんは眠らない |